# الاقتصاد العالمي

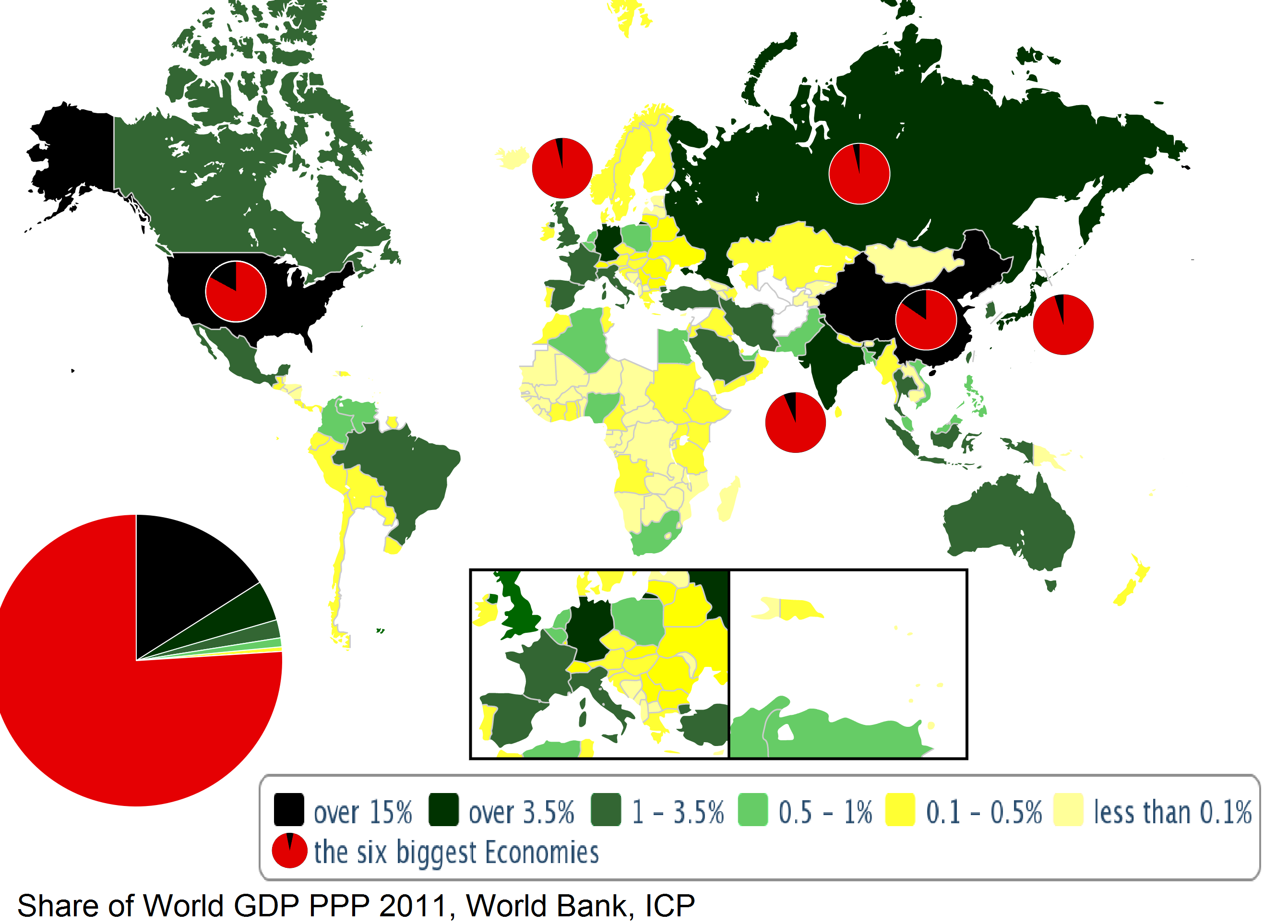
الحصة العالمية من الناتج المحلي الإجمالي حسب تعادل القوة الشرائية (البنك الدولي، عام 2011)

الاقتصاد العالمي أو اقتصاد العالم هو التبادل الدولي للسلع والخدمات التي يُعبّر عنها بوحدات الحساب النقدية أو الأموال. في بعض السياقات، يختلف المصطلحان: يُقاس «اقتصاد العالم» بشكل منفصل ومتميز عن الاقتصادات الوطنية في حين يُعتبر «الاقتصاد العالمي» هو مجرد تجميع لقياسات البلدان المنفصلة. إلى جانب الحد الأدنى من المعايير المتعلقة بالقيمة في الإنتاج، يتباين استخدام التعريفات والتمثيلات والنماذج والتقييمات للاقتصاد العالمي وتبادلها على نطاق واسع. كما أنها لا تنفصل عن جغرافيا وبيئة الأرض.
من الشائع الحد من مسائل الاقتصاد العالمي بشكل حصري للنشاط الاقتصادي البشري ويتم الحكم على الاقتصاد العالمي عادةً من الناحية النقدية، حتى في الحالات التي لا يوجد فيها سوق فعال للمساعدة في تقييم بعض السلع أو الخدمات، أو في الحالات التي يؤدي فيها عدم وجود بحث مستقل أو تعاون حكومي إلى جعل تحديد الأرقام أمرًا صعبًا. تشمل الأمثلة النموذجية تهريب المخدرات وغيرها من سلع السوق السوداء، والتي تعتبر بأي شكل من الأشكال جزءًا من الاقتصاد العالمي، ولكن من حيث التعريف لا يوجد لها سوق قانوني من أي نوع.
ومع ذلك، حتى في الحالات التي يوجد فيها سوق واضح وفعال لتحديد قيمة نقدية لها، لا يستخدم الاقتصاديون عادة سعر الصرف الحالي أو الرسمي لترجمة الوحدات النقدية في هذا السوق إلى وحدة واحدة للاقتصاد العالمي؛ حيث لا تعكس أسعار الصرف عادةً بشكل وثيق القيمة العالمية، على سبيل المثال في الحالات التي يتم فيها تنظيم حجم أو سعر المعاملات عن كثب من قبل الحكومة.
بدلاً من ذلك، يتم ترجمة تقييمات السوق بالعملة المحلية عادةً إلى وحدة نقدية واحدة باستخدام فكرة تعادل القدرة الشرائية. هذه هي الطريقة المستخدمة أدناه، والتي تُستخدم لتقدير النشاط الاقتصادي العالمي من حيث القيمة الحقيقية بالدولار الأمريكي أو اليورو. ومع ذلك، يمكن تقييم الاقتصاد العالمي والتعبير عنه بالعديد من الطرق الأخرى. ومن غير الواضح كيف انعكاس معظم النشاط الاقتصادي للعديد من سكان العالم البالغ عددهم 7.62 مليار نسمة في هذه التقييمات.
وفقًا لماديسون، سيطرت الصين والهند على الإنتاج العالمي حتى منتصف القرن التاسع عشر. حولت موجات الثورة الصناعية في أوروبا الغربية وأمريكا الشمالية الأسهم إلى نصف الكرة الغربي. واعتبارًا من عام 2017، بلغ عدد البلدان أو الأقاليم الخمسة عشر التالية ما لا يقل عن 2 تريليون دولار أمريكي حسب الناتج المحلي الإجمالي حسب القيمة الاسمية أو تعادل القوة الشرائية: البرازيل، والصين، الهند، وألمانيا، وفرنسا، وإندونيسيا، وإيطاليا، واليابان، وكوريا الجنوبية، والمكسيك، وروسيا، وتركيا، والمملكة المتحدة، والولايات المتحدة، والاتحاد الأوروبي.

## نظرة عامة

### الاقتصاد العالمي حسب مجموعات البلدان
يسرد الجدولان التاليان مجموعات البلدان مع البلدان الفردية التي حددها صندوق النقد الدولي. ظُلل أعضاء مجموعة العشرين بخط غليظ.
| قائمة مجموعات البلدان حسب الناتج المحلي الإجمالي (الاسمية) بملايين الدولارات | قائمة مجموعات البلدان حسب الناتج المحلي الإجمالي (PPP) في عام 2015 بملايين الدولارات الأمريكية |

| مجموعة الدول | الناتج المحلي الإجمالي (الاسمي) | ذروة العام | عدد الدول                                                                         | اقتصادات لا تقل عن 0.5٪ من الناتج المحلي الإجمالي العالمي |
| ------------ | ------------------------------- | ---------- | --------------------------------------------------------------------------------- | --------------------------------------------------------- |
| 36,006,539   | 2017                            | 7          | كندا فرنسا ألمانيا إيطاليا اليابان المملكة المتحدة الولايات المتحدة               |                                                           |
| 17,084,823   | 2017                            | 30         | الصين الهند إندونيسيا تايلاند                                                     |                                                           |
| 11,593,086   | 2014                            | 32         | أستراليا النمسا بلجيكا كوريا الجنوبية هولندا النرويج إسبانيا السويد سويسرا تايوان |                                                           |
| 5,983,936    | 2013                            | 32         | الأرجنتين البرازيل المكسيك                                                        |                                                           |
| 3,473,402    | 2014                            | 22         | إيران السعودية الإمارات العربية المتحدة                                           |                                                           |
| 2,943,338    | 2013                            | 12         | روسيا                                                                             |                                                           |
| 2,031,117    | 2014                            | 12         | بولندا تركيا                                                                      |                                                           |
| 1,690,338    | 2014                            | 45         | نيجيريا                                                                           |                                                           |
| 78,519,556   | 2014                            | 192        |                                                                                   |                                                           |

|
| مجموعة الدول | الناتج المحلي الإجمالي (الاسمي) | ذروة العام | عدد الدول                                                           | اقتصادات لا تقل عن 0.5٪ من الناتج المحلي الإجمالي العالمي |
| ------------ | ------------------------------- | ---------- | ------------------------------------------------------------------- | --------------------------------------------------------- |
| 41,233,893   | 2017                            | 30         | الصين الهند إندونيسيا ماليزيا الفلبين تايلاند                       |                                                           |
| 38,766,514   | 2017                            | 7          | كندا فرنسا ألمانيا إيطاليا اليابان المملكة المتحدة الولايات المتحدة |                                                           |
| 13,587,681   | 2017                            | 32         | أستراليا كوريا الجنوبية هولندا إسبانيا تايوان                       |                                                           |
| 9,730,047    | 2017                            | 32         | الأرجنتين البرازيل كولومبيا المكسيك فنزويلا                         |                                                           |
| 9,529,045    | 2017                            | 22         | الجزائر مصر إيران باكستان السعودية الإمارات العربية المتحدة         |                                                           |
| 5,583,406    | 2017                            | 12         | روسيا                                                               |                                                           |
| 4,453,006    | 2017                            | 12         | بولندا تركيا                                                        |                                                           |
| 3,804,491    | 2017                            | 45         | نيجيريا جنوب إفريقيا                                                |                                                           |
| 126,688,083  | 2017                            | 192        |                                                                     |                                                           |

|- valign="top"
|- colspan="2" |

### الجدول الدوري الاقتصادي العالمي الحالي من أكبر الاقتصادات في العالم من الناتج المحلي الإجمالي وحصة النمو الاقتصادي العالمي
يسرد الجدولان التاليان أكبر 25 اقتصادًا حسب الناتج المحلي الإجمالي (الاسمي)، وعشرين اقتصادًا من الناتج المحلي الإجمالي حسب تعادل القوة الشرائية. ظُلِّل أعضاء مجموعة العشرين بخط غليظ.
| قائمة بأكبر الاقتصادات 25 الناتج المحلي الإجمالي (الاسمي) عند مستوى ذروتها من الناتج المحلي الإجمالي بملايين الدولارات الأمريكية | قائمة من أكبر الاقتصادات 25 الناتج المحلي الإجمالي حسب تعادل القوة الشرائية عند ذروة مستواه من الناتج المحلي الإجمالي بملايين الدولارات الأمريكية |

{| class="wikitable" style="text-align: right"
! style="width:2em;" |التصنيف
!البلد
!القيمة
(بالدولار الأمريكي
!عام الذروة
|-
|-—
| align="left" |
العالم
| href="العالم" |87,504,567
|2018
|-
|-1
| align="left" |
 الولايات المتحدة
| href="الولايات المتحدة" |20,412,870
|2018
|-
|-—
| align="left" |
 الاتحاد الأوروبي
| href="الاتحاد الأوروبي" |19,669,743
|2018
|-
|-2
| align="left" |
 الصين
| href="الصين" |14,092,514
|2018
|-
|-3
| align="left" |
 اليابان
| href="اليابان" |6,203,213
|2012
|-
|-4
| align="left" |
 ألمانيا
| href="ألمانيا" |4,211,635
|2018
|-
|-5
| align="left" |
 المملكة المتحدة3,075,538
|2007
|-
|-6
| align="left" |
 فرنسا
| href="فرنسا" |2,937,321
|2008
|-
|-7
| align="left" |
 الهند
| href="الهند" |2,848,231
|2018
|-
|-8
| align="left" |
 البرازيل
| href="البرازيل" |2,613,859
|2011
|-
|-9
| align="left" |
 إيطاليا
| href="إيطاليا" |2,402,062
|2008
|-
|-10
| align="left" |
 روسيا
| href="روسيا" |2,297,125
|2013
|-
|-11
| align="left" |
 كندا
| href="كندا" |1,842,627
|2013
|-
|-12
| align="left" |
 كوريا الجنوبية
| href="كوريا الجنوبية" |1,693,246
|2018
|-
|-13
| align="left" | إسبانيا
| href="إسبانيا" |1,642,765
|2008
|-
|-14
| align="left" |
 أستراليا
| href="أستراليا" |1,566,533
|2012
|-
|-15
| align="left" |
 المكسيك
| href="المكسيك" |1,314,390
|2014
|-
|-16
| align="left" |
 إندونيسيا
| href="إندونيسيا" |1,074,966
|2018
|-
|-17
| align="left" |
 تركيا
| href="تركيا" |950,328
|2013
|-
|-18
| align="left" | هولندا
| href="هولندا" |945,327
|2018
|-
|-19
| align="left" |
 السعودية
| href="السعودية" |756,350
|2014
|-
|-20
| align="left" | سويسرا
| href="سويسرا" |741,688
|2018
|-
|-21
| align="left" |
 الأرجنتين
| href="الأرجنتين" |642,464
|2015
|-
|-22
| align="left" | بولندا
| href="بولندا" |614,190
|2018
|-
|-23
| align="left" | تايوان
| href="تايوان" |613,295
|2018
|-
|-24
| align="left" | السويد
| href="السويد" |600,771
|2018
|-
|-25
| align="left" | إيران
| href="إيران" |577,214
|2011
|}
|
| التصنيف          | البلد       | القيمة (بالدولار الأمريكي | عام الذروة |
| ---------------- | ----------- | ------------------------- | ---------- |
| العالم           | 134,981,037 | 2018                      |            |
| الصين            | 25,238,563  | 2018                      |            |
| الاتحاد الأوروبي | 21,998,468  | 2018                      |            |
| الولايات المتحدة | 20,412,870  | 2018                      |            |
| الهند            | 10,385,432  | 2018                      |            |
| اليابان          | 5,619,492   | 2018                      |            |
| ألمانيا          | 4,373,951   | 2018                      |            |
| روسيا            | 4,168,884   | 2018                      |            |
| إندونيسيا        | 3,492,208   | 2018                      |            |
| البرازيل         | 3,388,962   | 2018                      |            |
| المملكة المتحدة  | 3,028,566   | 2018                      |            |
| فرنسا            | 2,960,251   | 2018                      |            |
| المكسيك          | 2,571,680   | 2018                      |            |
| إيطاليا          | 2,399,825   | 2018                      |            |
| تركيا            | 2,320,641   | 2018                      |            |
| كوريا الجنوبية   | 2,138,242   | 2018                      |            |
| إسبانيا          | 1,864,105   | 2018                      |            |
| كندا             | 1,847,081   | 2018                      |            |
| السعودية         | 1,844,751   | 2018                      |            |
| إيران            | 1,749,428   | 2018                      |            |
| أستراليا         | 1,312,534   | 2018                      |            |
| تايلاند          | 1,310,573   | 2018                      |            |
| مصر              | 1,292,745   | 2018                      |            |
| تايوان           | 1,234,862   | 2018                      |            |
| بولندا           | 1,193,112   | 2018                      |            |
| نيجيريا          | 1,168,399   | 2018                      |            |
| باكستان          | 1,141,210   | 2018                      |            |

|- valign="top"
|- colspan="2" |
|}

### أكبر 20 اقتصاد في العالم حسب الناتج المحلي الإجمالي الاسمي
فيما يلي قائمة بأكبر عشرين اقتصادًا حسب الناتج المحلي الإجمالي الاسمي بقيمة الذروة اعتبارًا من سنة محددة وفقًا لصندوق النقد الدولي.
التصنيف
| 1980    | 1985             | 1990             | 1995             | 2000             | 2005             | 2010             | 2015             | 2020             |                  |
| ------- | ---------------- | ---------------- | ---------------- | ---------------- | ---------------- | ---------------- | ---------------- | ---------------- | ---------------- |
| 1       | الولايات المتحدة | الولايات المتحدة | الولايات المتحدة | الولايات المتحدة | الولايات المتحدة | الولايات المتحدة | الولايات المتحدة | الولايات المتحدة | الولايات المتحدة |
| 2       | الاتحاد السوفيتي | الاتحاد السوفيتي | اليابان          | اليابان          | اليابان          | اليابان          | الصين            | الصين            | الصين            |
| 3       | اليابان          | اليابان          | الاتحاد السوفيتي | ألمانيا          | ألمانيا          | ألمانيا          | اليابان          | اليابان          | اليابان          |
| 4       | ألمانيا الغربية  | ألمانيا الغربية  | ألمانيا الغربية  | فرنسا            | المملكة المتحدة  | المملكة المتحدة  | ألمانيا          | ألمانيا          | ألمانيا          |
| 5       | فرنسا            | فرنسا            | فرنسا            | المملكة المتحدة  | فرنسا            | الصين            | المملكة المتحدة  | المملكة المتحدة  | الهند            |
| 6       | المملكة المتحدة  | المملكة المتحدة  | المملكة المتحدة  | إيطاليا          | إيطاليا          | فرنسا            | فرنسا            | فرنسا            | فرنسا            |
| 7       | إيطاليا          | إيطاليا          | إيطاليا          | البرازيل         | الصين            | إيطاليا          | إيطاليا          | البرازيل         | المملكة المتحدة  |
| 8       | الصين            | كندا             | كندا             | الصين            | البرازيل         | كندا             | البرازيل         | إيطاليا          | البرازيل         |
| 9       | كندا             | الصين            | إيران            | إسبانيا          | كندا             | إسبانيا          | روسيا            | روسيا            | إيطاليا          |
| 10      | المكسيك          | الهند            | إسبانيا          | كندا             | المكسيك          | كوريا الجنوبية   | الهند            | الهند            | روسيا            |
| التصنيف | 1980             | 1985             | 1990             | 1995             | 2000             | 2005             | 2010             | 2015             | 2020             |
| 11      | إسبانيا          | البرازيل         | البرازيل         | إيران            | إسبانيا          | البرازيل         | إسبانيا          | كندا             | كندا             |
| 12      | البرازيل         | المكسيك          | الصين            | كوريا الجنوبية   | كوريا الجنوبية   | المكسيك          | كندا             | إسبانيا          | كوريا الجنوبية   |
| 13      | الهند            | أستراليا         | الهند            | المكسيك          | إيران            | الهند            | أستراليا         | أستراليا         | أستراليا         |
| 14      | هولندا           | إسبانيا          | أستراليا         | هولندا           | الهند            | روسيا            | كوريا الجنوبية   | كوريا الجنوبية   | إسبانيا          |
| 15      | أستراليا         | إيران            | هولندا           | أستراليا         | هولندا           | أستراليا         | المكسيك          | المكسيك          | المكسيك          |
| 16      | السعودية         | هولندا           | المكسيك          | الهند            | روسيا            | هولندا           | هولندا           | تركيا            | إندونيسيا        |
| 17      | السويد           | السويد           | كوريا الجنوبية   | سويسرا           | أستراليا         | إيران            | تركيا            | هولندا           | هولندا           |
| 18      | بلجيكا           | السعودية         | سويسرا           | روسيا            | سويسرا           | تركيا            | إندونيسيا        | إندونيسيا        | تركيا            |
| 19      | سويسرا           | سويسرا           | السويد           | بلجيكا           | تايوان           | سويسرا           | سويسرا           | السعودية         | سويسرا           |
| 20      | إيران            | كوريا الجنوبية   | تركيا            | الأرجنتين        | الأرجنتين        | السويد           | إيران            | سويسرا           | السعودية         |

### أكبر عشرين اقتصاد حسب الناتج المحلي الإجمالي حسب تعادل القوة الشرائية وفقًالكتاب حقائق العالموصندوق النقد الدولي
فيما يلي قائمة بأكبر عشرين اقتصادًا حسب الناتج المحلي الإجمالي حسب تعادل القوة الشرائية وفقًا لكتاب حقائق العالم وصندوق النقد الدولي.
| التصنيف          | 1980             | 1985             | 1990             | 1995             | 2000             | 2005             | 2010             | 2015             | 2020 |
| ---------------- | ---------------- | ---------------- | ---------------- | ---------------- | ---------------- | ---------------- | ---------------- | ---------------- | ---- |
| الولايات المتحدة | الولايات المتحدة | الولايات المتحدة | الولايات المتحدة | الولايات المتحدة | الولايات المتحدة | الولايات المتحدة | الصين            | الصين            |      |
| الاتحاد السوفيتي | الاتحاد السوفيتي | اليابان          | اليابان          | الصين            | الصين            | الصين            | الولايات المتحدة | الولايات المتحدة |      |
| اليابان          | اليابان          | ألمانيا الغربية  | الصين            | اليابان          | اليابان          | الهند            | الهند            | الهند            |      |
| إيطاليا          | ألمانيا الغربية  | الاتحاد السوفيتي | ألمانيا          | ألمانيا          | الهند            | اليابان          | اليابان          | اليابان          |      |
| ألمانيا الغربية  | إيطاليا          | إيطاليا          | روسيا            | الهند            | ألمانيا          | روسيا            | روسيا            | ألمانيا          |      |
| فرنسا            | فرنسا            | فرنسا            | الهند            | روسيا            | روسيا            | ألمانيا          | ألمانيا          | روسيا            |      |
| البرازيل         | البرازيل         | الصين            | إيطاليا          | فرنسا            | البرازيل         | البرازيل         | البرازيل         | إندونيسيا        |      |
| المملكة المتحدة  | المملكة المتحدة  | المملكة المتحدة  | فرنسا            | إيطاليا          | فرنسا            | فرنسا            | إندونيسيا        | البرازيل         |      |
| المكسيك          | الصين            | البرازيل         | البرازيل         | البرازيل         | المملكة المتحدة  | المملكة المتحدة  | المملكة المتحدة  | المملكة المتحدة  |      |
| الهند            | الهند            | الهند            | المملكة المتحدة  | المملكة المتحدة  | إيطاليا          | إيطاليا          | فرنسا            | فرنسا            |      |
| 1980             | 1985             | 1990             | 1995             | 2000             | 2005             | 2010             | 2015             | 2020             |      |
| الصين            | المكسيك          | المكسيك          | المكسيك          | المكسيك          | المكسيك          | إندونيسيا        | المكسيك          | المكسيك          |      |
| إسبانيا          | كندا             | كندا             | إندونيسيا        | إندونيسيا        | إندونيسيا        | المكسيك          | إيطاليا          | تركيا            |      |
| كندا             | إسبانيا          | إندونيسيا        | إسبانيا          | إسبانيا          | إسبانيا          | إسبانيا          | تركيا            | إيطاليا          |      |
| السعودية         | إيران            | إسبانيا          | كندا             | كندا             | كندا             | كوريا الجنوبية   | كوريا الجنوبية   | كوريا الجنوبية   |      |
| إندونيسيا        | إندونيسيا        | السعودية         | السعودية         | كوريا الجنوبية   | كوريا الجنوبية   | كندا             | السعودية         | إسبانيا          |      |
| الأرجنتين        | السعودية         | تركيا            | كوريا الجنوبية   | السعودية         | إيران            | إيران            | كندا             | كندا             |      |
| إيران            | تركيا            | إيران            | تركيا            | تركيا            | السعودية         | تركيا            | إسبانيا          | السعودية         |      |
| هولندا           | أستراليا         | كوريا الجنوبية   | إيران            | إيران            | تركيا            | السعودية         | إيران            | إيران            |      |
| تركيا            | هولندا           | أستراليا         | أستراليا         | أستراليا         | أستراليا         | أستراليا         | أستراليا         | مصر              |      |
| بولندا           | الأرجنتين        | هولندا           | تايلاند          | هولندا           | تايلاند          | تايوان           | تايلاند          | تايلاند          |      |

## مؤشرات إحصائية

### الاقتصاد
- الناتج المحلي الإجمالي (الناتج العالمي الخام): (أسعار صرف تعادل القوة الشرائية) - 59.38 تريليون دولار حسب تقديرات عام 2005، و51.48 تريليون دولار في 2004، و23 تريليون دولار في 2002
- الناتج المحلي الإجمالي (الناتج العالمي الخام):[10] (أسعار الصرف السوقية) - 60.69 تريليون دولار في 2008.
- الناتج المحلي الإجمالي[11] (معدل النمو الحقيقي):
  - اقتصادات الدول المتقدمة: 2.2٪ (2017)، 2.0٪ (المتوقع في 2018)
  - الدول النامية (دولة نامية) 4.3٪ (2017)، 4.6٪ (المتوقع في 2018)
  - البلدان الأقل نماءًا 4.8 في المائة (2017)، 5.4 في المائة (المتوقع في 2018)
- الناتج المحلي الإجمالي للفرد: تعادل القوة الشرائية - 9,300 دولار، 7,500 يورو حسب تقديرات عام 2005، و8،200 دولار، و6800 يورو من عام 92 إلى عام 2003، و7،900 دولار و5،000 يورو في عام 2002
- متوسط الدخل العالمي: تعادل القوة الشرائية 1,041 دولارًا، 950 يورو (1993)[12]
- الناتج المحلي الإجمالي - التركيب حسب القطاع: الزراعة: 4 ٪ ؛ الصناعة: 32 ٪. الخدمات: 64٪ (تقديرات عام 2004)
- معدل التضخم الاقتصادي وأسعار المستهلك؛ تختلف معدلات التضخم الوطنية اختلافًا كبيرًا في الحالات الفردية، من حيث انخفاض الأسعار في اليابان إلى التضخم المفرط في العديد من بلدان العالم الثالث(2003):
  - العالم 2.6٪ لعام 2017، و2.8٪ متوقع في عام 2018[13]
  - اقتصادات الدول المتقدمة 1 ٪ إلى 4 ٪ عادة
  - الدول النامية (دولة نامية) 5٪ إلى 60٪ عادة
  - البلدان الأقل نماءًا 11.4٪ (2017)، 8.3٪ (المتوقع في 2018)[13]
- العقد الاشتقاقي OTC للمبلغ غير المسدد: 601 تريليون دولار في ديسمبر 2010
- العقد الاشتقاقي للقيمة المتداولة في البورصة: 82 تريليون دولار في يونيو 2011
- الدين العالمي: 5.187 تريليون دولار، و3 تريليون يورو (2004)، و4.938 تريليون دولار، و 3.98 تريليون يورو (2003)، و3.938 تريليون دولار (2002) (جداول طومسون المالية المالية)
- الأسهم العالمية: 505 مليار دولار، و450 مليار يورو (2004)، و388 مليار دولار، و320 مليار يورو (2003)، و319 مليار دولار، و250 تريليون يورو (2002) (جداول طومسون المالية)

### البطالة

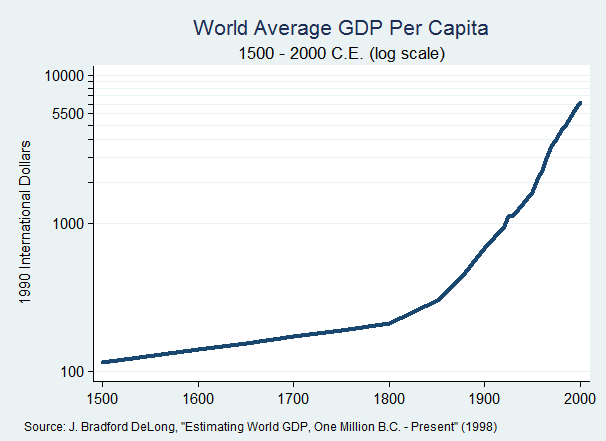
الناتج المحلي الإجمالي للفرد في العالم بين 1500-2000 (جدول السجلات)

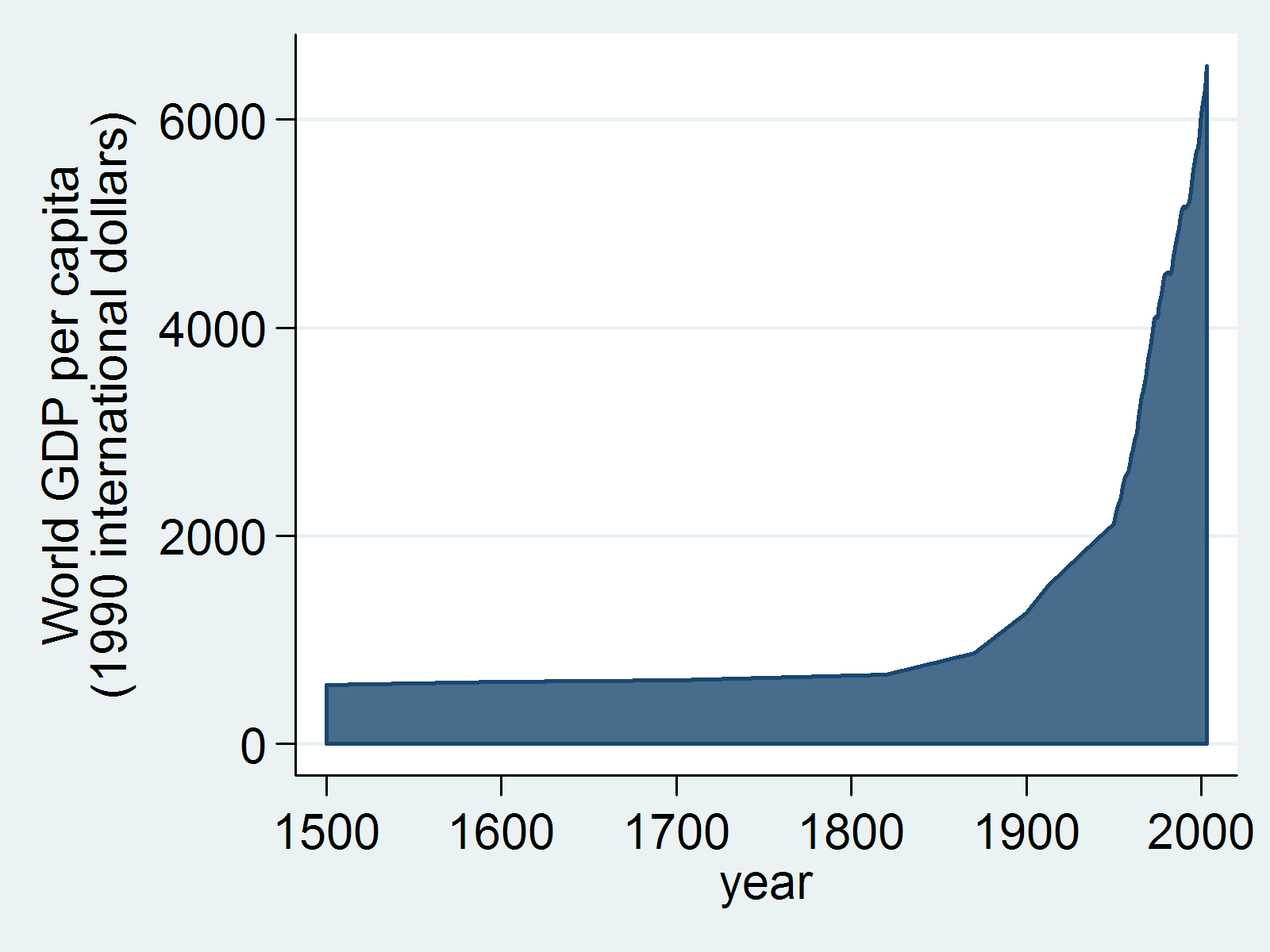
الناتج المحلي الإجمالي العالمي للفرد بين 1500-2003

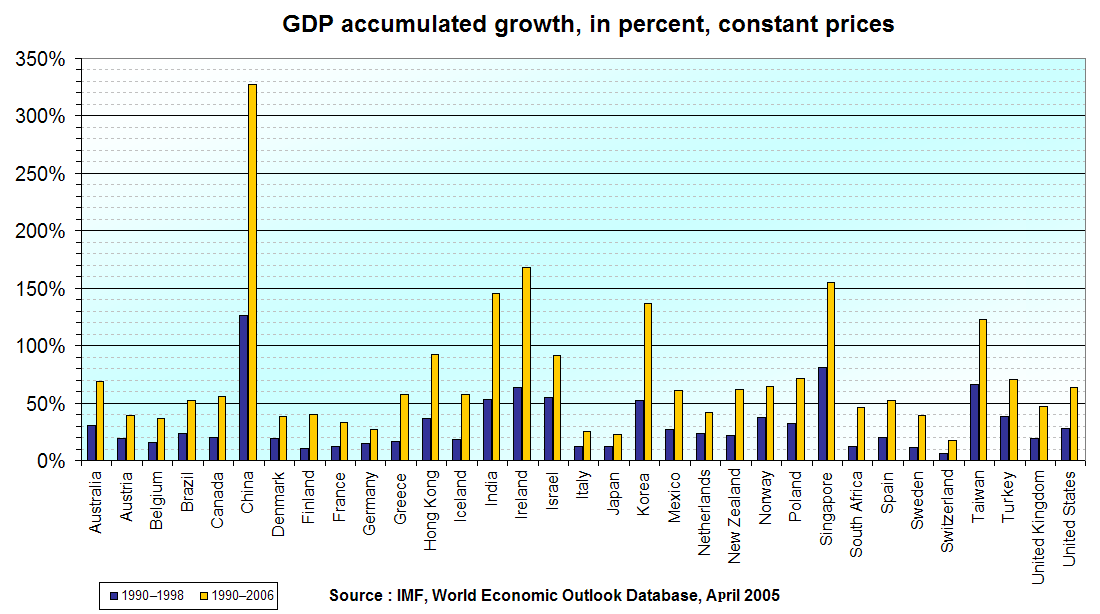
زيادة الناتج المحلي الإجمالي ، 1990-1998 و 1990-2006، في البلدان الرئيسية

- معدل البطالة: 8.7٪ حسب تقديرات عام 2009، و30٪ حسب تقديرات عام 2007. يجمع المعدل بين البطالة والبطالة الباطنة في العديد من الدول غير الصناعية. يتراوح معدل البطالة في الدول المتقدمة عادةً بين 4 ٪ - 12 ٪.

### الصناعات
- معدل نمو الإنتاج الصناعي: 3٪ (تقديرات عام 2002)

### الطاقة
- إنتاج الطاقة الكهربائية السنوي: 21,080,878 جيجاواط /ساعة في تقديرات عام 2011، [16] و15،850,000 جيجاواط /ساعة في تقديرات عام 2003، و14،850,000 جيجاواط/ ساعة في تقديرات عام 2001
- استهلاك الكهرباء السنوي: 14,280,000 جيجاواط ساعة في تقديرات عام 2003، و13،930,000 جيجاواط/ ساعة في تقديرات عام 2001
- إنتاج النفط: 79,650,000 برميل / يوم (12,663,000 م 3 / يوم) في تقديرات عام 2003، و75،460,000 برميل يومياً (11,997,000 م 3 / يوم) في عام 2001.
- استهلاك النفط: 80,100,000 برميل / يوم (12,730,000 متر مكعب / يوم) في تقديرات عام 2003، و76،210,000 برميل يومياً (12,116,000 متر مكعب / يوم) في عام 2001
- الاحتياطيات المؤكدة بالنفط: 1.025 تريليون برميل (163 كم مكعب) في تقديرات عام 2001
- إنتاج الغاز طبيعي 3,366 كم مكعب في تقديرات عام 2012،[14] و2،569 كم مكعب في تقديرات عام 2001
- استهلاك الغاز الطبيعي: 2,556 كيلومتر مربع في تقديرات عام 2001
- الاحتياطيات المؤكدة من الغاز الطبيعي: 161,200 كم مكعب في 1 كانون الثاني / يناير 2002.

### عبر الحدود
- الصادرات السنوية: 12.4 تريليون دولار، و11.05 تريليون يورو في تقديرات عام 2009
- الصادرات من السلع: مجموعة كاملة من السلع والخدمات الصناعية والزراعية
- الصادرات من الشركاء: الولايات المتحدة 12.7٪، ألمانيا 7.1٪، الصين 6.2٪، فرنسا 4.4٪، اليابان 4.2٪، المملكة المتحدة 4.1٪ (2008)
- الواردات السنوية: 12.29 تريليون دولار، 10.95 تريليون يورو في تقديرات عام 2009
- أهم الواردات: مجموعة كاملة من السلع والخدمات الصناعية والزراعية
- الواردات من الشركاء: الصين 10.3٪، ألمانيا 8.6٪، الولايات المتحدة 8.1٪، اليابان 5٪ (2008)
- الدين الخارجي: 56.9 تريليون دولار، 40 تريليون يورو (31 ديسمبر 2009 م)

### المعونات
- المعونة الاقتصادية السنوية: صافي المساعدة الإنمائية الرسمية ODA بقيمة 135.2 مليار دولار (2014) [15]

### الاتصالات
- الهواتف - الخطوط الرئيسية المستخدمة: 843,923,500 دولار في عام 2007، و 4,263,367,600 دولار في عام 2008
- الهواتف - شبكات خلوية متنقلة: 3,300,000,000 دولار في نوفمبر 2007[16]
- مزودو خدمة الإنترنت: 10,350 في عام 2000
- مستخدمو الإنترنت 3,079,339,857 دولار في 31 ديسمبر 2014، و360،985,492 دولار في 31 ديسمبر 2000[17]

### وسائل النقل
تشمل البنية التحتية للنقل في جميع أنحاء العالم:
- المطار
  - المجموع: 41,821 (2013) [18]
- الطرق (بالكيلومترات)
  - المجموع: 32,345,165 كم
  - ممهد: 19404061 كم
  - غير ممهدة: 12,942,104 كم (2002)
- السكك الحديدية
  - الإجمالي: 1,122,650 كم تتضمن حوالي 190,000 إلى 195,000 كم من الطرق المكهربة منها 147,760 كم في أوروبا، و 24,509 كيلومتر في الشرق الأقصى، و11،050 كم في إفريقيا، و4،223 كيلومتر في أمريكا الجنوبية، و4160 كم في أمريكا الشمالية.

### الاقتصاد العسكري
- النفقات العسكرية العالمية في عام 2012: قدرت بمبلغ 1.756 تريليون دولار [19]
- النفقات العسكرية - النسبة المئوية من الناتج المحلي الإجمالي: حوالي 2٪ من الناتج العالمي الإجمالي (1999).

## دراسات اقتصادية
لتعزيز الصادرات، تنشر العديد من الوكالات الحكومية على شبكة الإنترنت الدراسات الاقتصادية حسب القطاع والبلد. ومن بين هذه الوكالات: USCS وUSDA في الولايات المتحدة، وEDC و AAFC في كندا، و Ubifrance في فرنسا، وUKTI في المملكة المتحدة، وHKTDC وJETRO في آسيا، وأوستراد و NZTE في أوقيانوسيا. ومن خلال اتفاقيات الشراكة، ينشر اتحاد جمعيات التجارة الدولية دراسات من العديد من هذه الوكالات (USCS و FAS و AAFC و UKTI و HKTDC) بالإضافة إلى منظمات غير حكومية أخرى على موقعها الإلكتروني GlobalTrade.net.